# Art breu
Art breu (en llatí, Ars brevis; 1308) és la versió més curta de l'Ars, el magne projecte de Ramon Llull. Llull va escriure aquest Ars perquè els seus deixebles que començaven a estudiar el seu Art poguessin copsar tot el sistema lul·lià sense que els detalls difícils (lògics, teològics, etc.) impedissin aquest procés.
L'Art breu acompanya la versió més llarga del projecte lul·lià, l'Ars magna (Ars Generalis Ultima) i aquests dos textos s'han de considerar com germans bessons.